# Chañar
Chañar ist eine Ortschaft im Nordwesten Argentiniens. Sie gehört zum Departamento Iruya in der Provinz Salta und liegt in der Nähe des Dorfes Iruya, 4 km südwestlich des Dorfes Chiyayoc und 1,5 km westlich der Ortschaft Aguas Blancas.